# Cousinia pugionifera
Cousinia pugionifera là một loài thực vật có hoa trong họ Cúc. Loài này được Jaub. & Spach mô tả khoa học đầu tiên năm 1846.